# آرلین ویلن
آرلین ویلن (انگلیسی: Arleen Whelan; ۱ سپتامبر ۱۹۱۶ – ۷ آوریل ۱۹۹۳) هنرپیشه اهل ایالات متحده آمریکا بود.
از فیلم‌ها یا برنامه‌های تلویزیونی که وی در آن نقش داشته است می‌توان به آقای لینکلن جوان، خورشید به‌روشنی می‌درخشد، و مردم جوان اشاره کرد.

## مرگ
در ۸ آوریل ۱۹۹۳، ویلان در اورنج، کالیفرنیا بر اثر سکته مغزی درگذشت.